# Pánico en el zoo
Pánico en el zoo es una historieta creada en 1975 por el autor de cómics español Francisco Ibáñez perteneciente a su serie Mortadelo y Filemón.  

## Sinopsis
Alguien está realizando extraños experimentos con los animales en el zoo de la ciudad. Esa persona cambia las características de los animales entre sí, consiguiendo así criaturas con propiedades alucinantes, por ejemplo un cocodrilo con la capacidad de volar como una cigüeña o una tortuga con la velocidad de una gacela. Gracias a este método puede utilizar a estos animales para cometer fechorías.
Mortadelo y Filemón deberán descubrir al criminal y evitar que los animales cometan delitos.